# Artie Bell
Arthur James Bell (Belfast, 6 settembre 1914 – 7 agosto 1972) è stato un pilota motociclistico britannico.

## Carriera
La sua attività agonistica iniziò nel 1938 e tra i primi risultati di prestigio conquistò un secondo posto alla North West 200.
Dopo l'interruzione delle competizioni dovuta alla seconda guerra mondiale, riprese l'attività al suo termine e conquistò la vittoria al Gran Premio motociclistico dell'Ulster nel 1947, prima dell'avvento del motomondiale.
Conosciuto soprattutto per le sue partecipazioni alle gare del Tourist Trophy dove colse un terzo posto nell'edizione del 1949 con cui si inaugurava il primo motomondiale della storia e dove, l'anno successivo colse anche il suo unico successo valido per una gara del campionato del mondo, nella Classe 350.
Durante tutta la sua carriera nel campionato mondiale restò fedele alla Norton, in entrambe le classi a cui ha preso parte.
La sua carriera agonistica ebbe termine durante la gara della Classe 500 del GP del Belgio a causa di un gravissimo incidente occorso.

## Risultati nel motomondiale

### Classe 350
| 1949 | Classe | Moto   |   |   |   |   |   |    | Punti | Pos. |
| ---- | ------ | ------ | - | - | - | - | - | -- | ----- | ---- |
| 1949 | 350    | Norton | 3 | 6 | - | - | - | NE | 7     | 10º  |

| 1950 | Classe | Moto   |   |   |  |  |  |  | Punti | Pos. |
| ---- | ------ | ------ | - | - |  |  |  |  | ----- | ---- |
| 1950 | 350    | Norton | 1 | 2 |  |  |  |  | 14    | 4º   |

| Legenda | 1º posto        | 2º posto            | 3º posto            | A punti      | Senza punti        | Grassetto – Pole position Corsivo – Giro più veloce |
| Legenda | Gara non valida | Non qual./Non part. | Ritirato/Non class. | Squalificato | '-' Dato non disp. | Grassetto – Pole position Corsivo – Giro più veloce |

### Classe 500
| 1949 | Classe | Moto   |   |     |   |   |   |  | Punti | Pos. |
| ---- | ------ | ------ | - | --- | - | - | - |  | ----- | ---- |
| 1949 | 500    | Norton | 4 | Rit | 4 | 4 | 2 |  | 20    | 5º   |

| 1950 | Classe | Moto   |   |     |  |  |  |  | Punti | Pos. |
| ---- | ------ | ------ | - | --- |  |  |  |  | ----- | ---- |
| 1950 | 500    | Norton | 2 | Rit |  |  |  |  | 6     | 7º   |

| Legenda | 1º posto        | 2º posto            | 3º posto            | A punti      | Senza punti        | Grassetto – Pole position Corsivo – Giro più veloce |
| Legenda | Gara non valida | Non qual./Non part. | Ritirato/Non class. | Squalificato | '-' Dato non disp. | Grassetto – Pole position Corsivo – Giro più veloce |